# Bankhaus S. Bleichröder

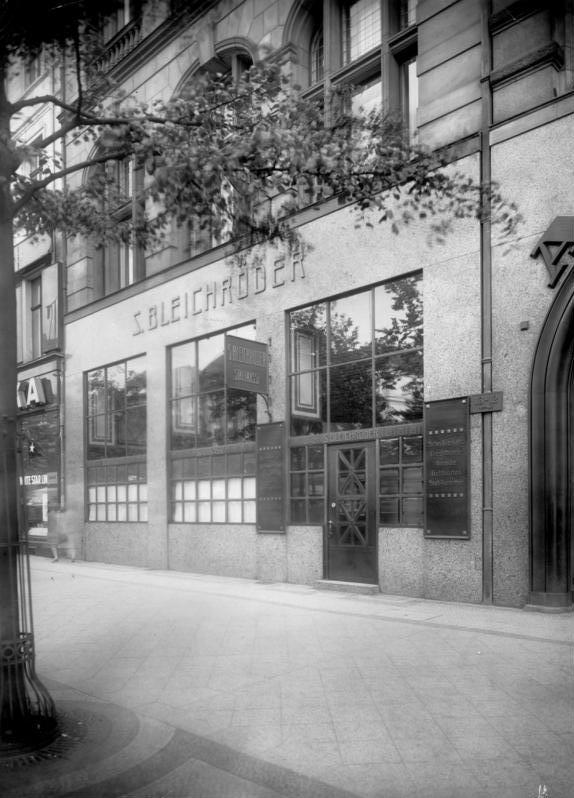
Bankhaus S. Bleichröder, Unter den Linden 13 (heute: 51/53), 1929

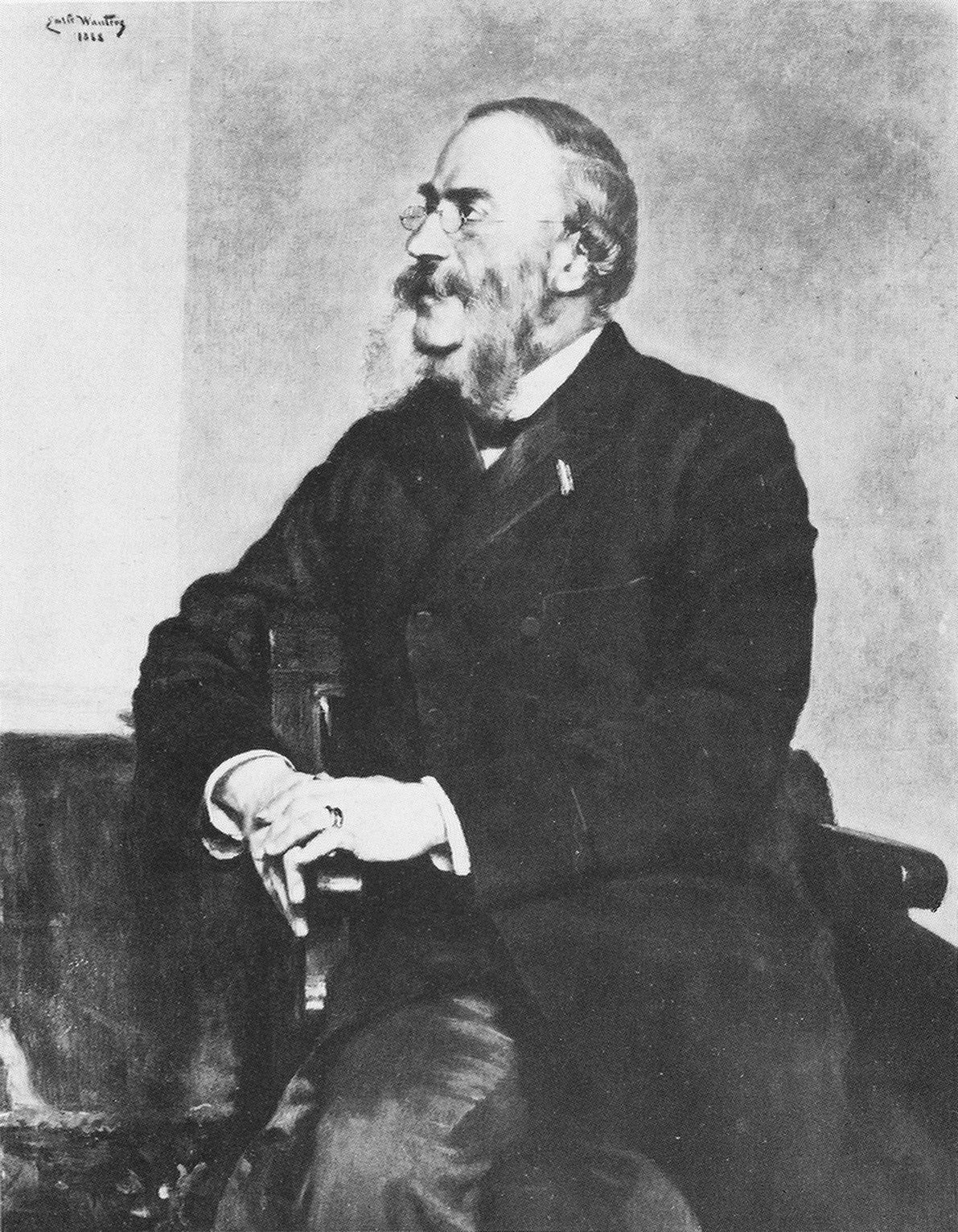
Gerson von Bleichröder (1822–1893)

Das Bankhaus S. Bleichröder war eine deutsche Privatbank.

## Geschichte
1803 gründete der aus einer ursprünglich in Bleicherode ansässigen jüdischen Familie stammende Samuel Bleichröder (1779–1855) in der Rosenthaler Straße in Berlin-Mitte eine Wechselhandlung. Ab den frühen 1830er Jahren wurde Samuel Bleichröder zum bevorzugten Berliner Korrespondenten der verschiedenen Rothschild-Banken in Europa.

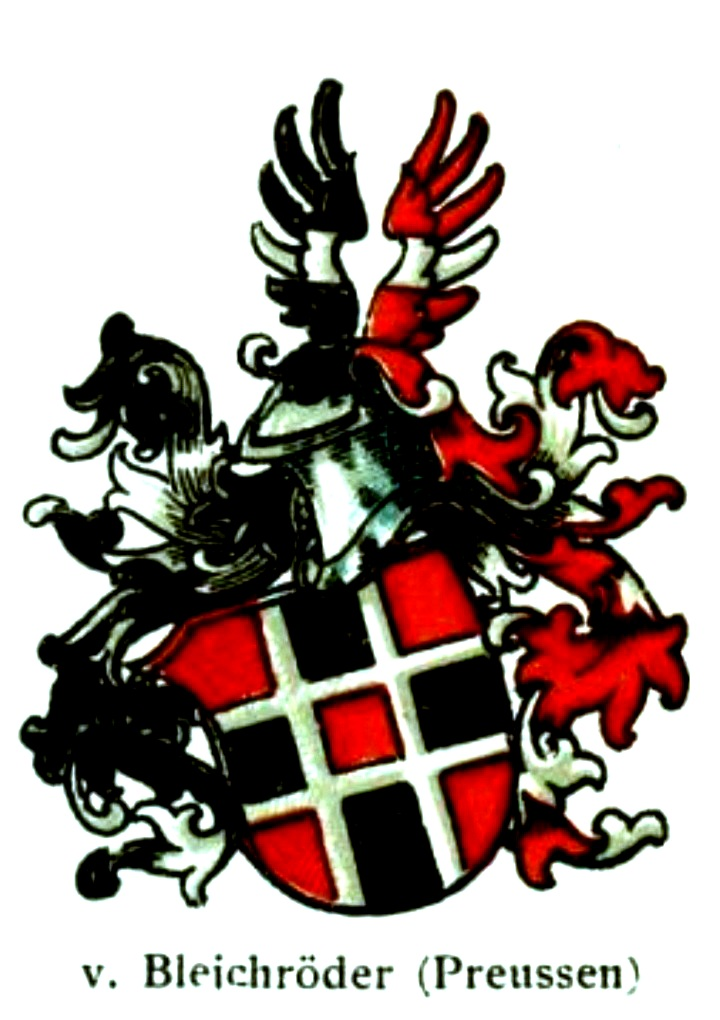
Wappen der Familie von Bleichröder, 1872 geadelt

Ab 1855 führte sein Sohn Gerson Bleichröder die Geschäfte fort, dessen Bruder Julius Bleichröder um 1860 ausschied und ein eigenes Bankgeschäft gründete. Aufgrund bester Kontakte zum Reichskanzler Otto von Bismarck wurde das Bankhaus zu einem bedeutenden Finanzier Preußens. Es war führend am Preußen-Konsortium beteiligt und beschaffte über Staatsanleihen Geld für den Preußisch-Österreichischen Krieg, regelte zusammen mit anderen Banken, u. a. Mendelssohn & Co., die Abwicklung der französischen Reparationszahlungen im Anschluss an den Deutsch-Französischen Krieg und finanzierte die Verstaatlichung der preußischen Eisenbahnen. Gerson Bleichröder wurde 1872 als erster Jude in Preußen in den erblichen Adelstand erhoben.
Bis in die 1880er Jahre war das Bankhaus neben dem Bankhaus Hirsch der wichtigste deutsche Investor im Osmanischen Reich. Ungeachtet des Umstandes, dass Hirsch und Bleichröder seit 1890 sehr rasch von Gruppen wie Siemens und Deutsche Bank aus den großen strategischen Projekten des wilhelminischen Kaiserreichs wie der Bagdadbahn verdrängt wurden, war Bleichröder von 1908 bis 1918 einer der wichtigsten Geldgeber der von Friedrich Schrader gegründeten und viele Jahre von ihm geleiteten deutschsprachigen Istanbuler Tageszeitung „Osmanischer Lloyd“.
Nach Gersons Tod 1893 wurde sein Schwager Julius Leopold Schwabach, seit 1870 Teilhaber, zum Seniorchef des Bankhauses. Neben ihm gehörten die drei Söhne des Verstorbenen, Hans von Bleichröder (seit ca. 1881), Georg von Bleichröder (seit ca. 1887) und James von Bleichröder (seit 1893) zu den Teilhabern. 1896 trat Julius Leopold Schwabachs Sohn Paul in das Bankhaus ein. Gute Kontakte ins Ausland und zu Wilhelm II. ließen ihn zu einem wichtigen Vertreter der deutschen Hochfinanz werden.
Nach dem Ersten Weltkrieg ging die Bedeutung der Bleichröder-Bank deutlich zurück. Das Bankhaus wurde 1918 Kommanditistin des Bankhauses H. Aufhäuser in München – auch ein Kennzeichen des Konzentrationsprozesses bei den Banken seit der Jahrhundertwende. Der offizielle Name lautete nun: H. Aufhäuser Kommandite von S. Bleichröder in Berlin. Ab 1921 beteiligte sich Martin Aufhäuser am Bankhaus S. Bleichröder, wodurch es zu einer Überkreuzbeteiligung zwischen den beiden jüdischen Bankhäusern kam, da gleichzeitig Ernst Kritzler, seit 1917 Teilhaber von S. Bleichröder, dem Bankhaus H. Aufhäuser beitrat.
Weltwirtschaftskrise und Bankenkrise führten schließlich zu größeren Verlusten. 1931 wurde das Bankhaus Gebrüder Arnhold aus Dresden Teilhaber an S. Bleichröder.
Der Boykott „jüdischer“ Unternehmer und die Rassegesetze bewirkten nach 1933 massive Kunden- und Einlagenverluste. Ein Teil des Geschäfts wurde ab 1937 als Arnhold and S. Bleichroeder, Inc. in New York fortgeführt. 1937 wurden die Berliner Häuser arisiert. Sie wurden am 18. Februar 1938 an die Dresdner Bank und Hardy & Co. übertragen. Im März 1939 wurden die Bankhäuser S. Bleichröder und Gebrüder Arnhold liquidiert.